# Pseudocoremia productata
Pseudocoremia productata là một loài bướm đêm trong họ Geometridae.